# Governador de Hokkaidō
El Governador de Hokkaidō (北海道知事 Hokkaidō chiji) és el cap del govern d'Hokkaido. La seu del govern de Hokkaido es troba a la ciutat de Sapporo, capital de la regió. L'actual governador és en Naomichi Suzuki, candidat independent en el càrrec des d'abril de 2019.

## Història
Tot i que el càrrec actual, de cap de govern de Hokkaido o governador, està recollit en la llei d'autonomia local de 1947, abans hi va haver precedents del càrrec que desenvolupaven les mateixes o similars funcions. El 1869 amb la fundació de l'Oficina de Colonització de Hokkaidō i el seu corresponent lider s'inicia la llista de governadors amb el títol de comissionat. L'any 1882 amb l'escàndol i posterior dissolució d'aquella institució es creen les tres prefectures de Hakodate, Sapporo i Nemuro, de curta durada. Els caps d'aquestes prefectures van ser els comissionats també anomenats governadors. El 1886 es disolen aquestes prefectures i s'unifica tot en una nova prefectura de Hokkaido que dura fins als nostres dies. Dins d'aquesta prefectura al llarg dels anys han conviscut diverses denominacions per al càrrec: ha existit els càrrecs de Secretari del Govern de Hokkaidō (1886-1947), successora aquesta institució de l'oficina de colonització; i a partir del 1947 i fins a l'actualitat la llei d'autonomia local recull la denominació de "Governador" per a totes les prefectures.

## Llista de governadors

### Era Meiji(1868-1912)
| Nom                                                               | Nom                                    | Retrat                                 | Naixement                                                        | Inici de mandat                        | Fi de mandat                              | Partit                                 |
| President de la República d'Ezo (1869)                            | President de la República d'Ezo (1869) | President de la República d'Ezo (1869) | President de la República d'Ezo (1869)                           | President de la República d'Ezo (1869) | President de la República d'Ezo (1869)    | President de la República d'Ezo (1869) |
| ----------------------------------------------------------------- | -------------------------------------- | -------------------------------------- | ---------------------------------------------------------------- | -------------------------------------- | ----------------------------------------- | -------------------------------------- |
|                                                                   | Enomoto Takeaki                        |                                        | 5 d'octubre de 1836 Edo - 26 d'octubre de 1908 Tòquio            | 27 de gener de 1869                    | 27 de juny de 1869 (0 anys, 151 dies)     | Independent                            |
| Comisionat per a l'oficina de Colonització d'Hokkaidō (1869-1882) |                                        |                                        |                                                                  |                                        |                                           |                                        |
|                                                                   | Naomasa Nabeshima                      |                                        | 16 de gener de 1815 Província d'Hizen - 8 de març de 1871        | 13 de juliol de 1869                   | 25 d'agost de 1869 (0 anys, 43 dies)      | Independent                            |
|                                                                   | Michitomi Higashikuze                  |                                        | 1 de gener de 1834 Kyoto - 4 de gener de 1912                    | 25 d'agost de 1869                     | 15 d'octubre de 1871 (2 anys, 51 dies)    | Independent                            |
|                                                                   | Kuroda Kiyotaka                        |                                        | 9 de novembre de 1840 Província de Satsuma - 23 d'agost de 1900  | 2 d'agost de 1874                      | 11 de gener de 1882 (7 anys, 162 dies)    | Independent                            |
|                                                                   | Tsugumichi Saigō                       |                                        | 1 de juny de 1843 Província de Satsuma - 18 de juliol de 1902    | 11 de gener de 1882                    | 8 de febrer de 1882 (0 anys, 28 dies)     | Independent                            |
| Comisionat per a la prefectura d'Hakodate (1882-1886)             |                                        |                                        |                                                                  |                                        |                                           |                                        |
|                                                                   | Tamemoto Tokitō                        |                                        | 13 de maig de 1842 Província de Satsuma - 1 de setembre de 1905  | 8 de febrer de 1882                    | 26 de gener de 1886 (3 anys, 352 dies)    | Independent                            |
| Comisionat per a la prefectura de Sapporo (1882-1886)             |                                        |                                        |                                                                  |                                        |                                           |                                        |
|                                                                   | Takeshirō Nagayama                     |                                        | 24 d'abril de 1837 Província de Satsuma - 27 de maig de 1904     | 8 de febrer de 1882                    | 26 de gener de 1886 (3 anys, 352 dies)    | Independent                            |
| Comisionat per a la prefectura de Nemuro (1882-1886)              |                                        |                                        |                                                                  |                                        |                                           |                                        |
|                                                                   | Chiaki Watanabe                        |                                        | 17 de juliol de 1843 Província de Satsuma - 27 d'agost de 1921   | 8 de febrer de 1882                    | 26 de gener de 1886 (3 anys, 352 dies)    | Independent                            |
| Secretari del Govern d'Hokkaidō (1886-1947)                       |                                        |                                        |                                                                  |                                        |                                           |                                        |
|                                                                   | Michitoshi Iwamura                     |                                        | 8 de juliol de 1840 Província de Tosa - 20 de febrer de 1915     | 26 de gener de 1886                    | 15 de juny de 1888 (2 anys, 141 dies)     | Independent                            |
|                                                                   | Takeshirō Nagayama                     |                                        | 24 d'abril de 1837 Província de Satsuma - 27 de maig de 1904     | 15 de juny de 1888                     | 15 de juny de 1891 (3 anys, 0 dies)       | Independent                            |
|                                                                   | Chiaki Watanabe                        |                                        | 17 de juliol de 1843 Província de Satsuma - 27 d'agost de 1921   | 15 de juny de 1891                     | 19 de juliol de 1892 (1 any, 34 dies)     | Independent                            |
|                                                                   | Kunimichi Kitagaki                     |                                        | 17 de setembre de 1836 Província de Tajima - 16 de gener de 1916 | 19 de juliol de 1892                   | 7 d'abril de 1896 (3 anys, 263 dies)      | Independent                            |
|                                                                   | Yasutarō Hara                          |                                        | 11 d'agost de 1847 Província de Tanba - 2 de novembre de 1936    | 7 d'abril de 1896                      | 4 de setembre de 1897 (1 any, 150 dies)   | Independent                            |
|                                                                   | Yasukazu Yasuba                        |                                        | 14 de maig de 1835 Província d'Higo - 23 de maig de 1899         | 4 de setembre de 1897                  | 16 de juliol de 1898 (0 anys, 315 dies)   | Independent                            |
|                                                                   | Teiichi Sugita                         |                                        | 30 de juny de 1851 Província d'Echizen - 23 de març de 1929      | 16 de juliol de 1898                   | 12 de novembre de 1898 (0 anys, 119 dies) | Independent                            |
|                                                                   | Yasukata Sonoda                        |                                        | 6 d'octubre de 1850 Província de Satsuma - 7 d'agost de 1924     | 12 de novembre de 1898                 | 20 de desembre de 1906 (8 anys, 38 dies)  | Independent                            |
|                                                                   | Atsushi Kawashima                      |                                        | 20 d'abril de 1847 Província de Satsuma - 28 d'abril de 1911     | 20 de desembre de 1906                 | 16 de maig de 1911 (4 anys, 147 dies)     | Independent                            |
|                                                                   | Kenzō Ishihara                         |                                        | 20 de febrer de 1864 Província de Bizen - 4 de setembre de 1936  | 16 de maig de 1911                     | 28 de desembre de 1912 (1 any, 226 dies)  | Independent                            |

### Era Taishō(1912-1926)
| Nom                                         | Nom                                         | Retrat                                      | Naixement                                                          | Inici de mandat                             | Fi de mandat                                | Partit                                      |
| Secretari del Govern d'Hokkaidō (1886-1947) | Secretari del Govern d'Hokkaidō (1886-1947) | Secretari del Govern d'Hokkaidō (1886-1947) | Secretari del Govern d'Hokkaidō (1886-1947)                        | Secretari del Govern d'Hokkaidō (1886-1947) | Secretari del Govern d'Hokkaidō (1886-1947) | Secretari del Govern d'Hokkaidō (1886-1947) |
| ------------------------------------------- | ------------------------------------------- | ------------------------------------------- | ------------------------------------------------------------------ | ------------------------------------------- | ------------------------------------------- | ------------------------------------------- |
|                                             | Kazuji Yamanouchi                           |                                             | 12 de desembre de 1886 Domini de Satsuma - 21 de desembre de 1932  | 28 de desembre de 1912                      | 27 de febrer de 1913 (0 anys, 61 dies)      | Independent                                 |
|                                             | Junkurō Nakamura                            |                                             | 7 d'agost de 1853 Província d'Hizen - 18 de desembre de 1947       | 27 de febrer de 1913                        | 21 d'abril de 1914 (1 any, 53 dies)         | Independent                                 |
|                                             | Hiromichi Nishikubo                         |                                             | 30 de juny de 1863 Província d'Hizen - 8 de juliol de 1930         | 21 d'abril de 1914                          | 12 d'agost de 1915 (1 any, 113 dies)        | Independent                                 |
|                                             | Magoichi Tawara                             |                                             | 16 de juny de 1869 Província d'Iwami - 17 de juny de 1944          | 12 d'agost de 1915                          | 18 d'abril de 1919 (3 anys, 249 dies)       | Independent                                 |
|                                             | Shinichi Kasai                              |                                             | 22 de juliol de 1864 Prefectura de Shizuoka - 25 de juliol de 1929 | 18 d'abril de 1919                          | 27 de maig de 1921 (2 anys, 39 dies)        | Independent                                 |
|                                             | Shunji Miyao                                |                                             | 1 de febrer de 1868 Província d'Echigo - 3 d'abril de 1937         | 27 de maig de 1921                          | 29 de setembre de 1923 (2 anys, 125 dies)   | Independent                                 |
|                                             | Kahei Toki                                  |                                             | febrer de 1875 Prefectura de Wakayama - 22 de març de 1946         | 29 de setembre de 1923                      | 16 de setembre de 1925 (1 any, 352 dies)    | Independent                                 |
|                                             | Kenzō Nakagawa                              |                                             | 16 de juliol de 1875 Prefectura de Niigata - 26 de juny de 1944    | 16 de setembre de 1925                      | 30 d'abril de 1927 (1 any, 226 dies)        | Associació Constitucional                   |

### Era Shōwa(1926-1989)
| Nom                                         | Nom                                         | Retrat                                      | Naixement                                                              | Inici de mandat                             | Fi de mandat                                | Partit                                      |
| Secretari del Govern d'Hokkaidō (1886-1947) | Secretari del Govern d'Hokkaidō (1886-1947) | Secretari del Govern d'Hokkaidō (1886-1947) | Secretari del Govern d'Hokkaidō (1886-1947)                            | Secretari del Govern d'Hokkaidō (1886-1947) | Secretari del Govern d'Hokkaidō (1886-1947) | Secretari del Govern d'Hokkaidō (1886-1947) |
| ------------------------------------------- | ------------------------------------------- | ------------------------------------------- | ---------------------------------------------------------------------- | ------------------------------------------- | ------------------------------------------- | ------------------------------------------- |
|                                             | Ushimaro Sawada                             |                                             | 6 de febrer de 1874 Prefectura de Kochi - 29 de gener de 1958          | 30 d'abril de 1927                          | 7 de juliol de 1929 (2 anys, 68 dies)       | Associació Pro Govern Constitucional        |
|                                             | Hideo Ikeda                                 |                                             | 2 de febrer de 1880 Prefectura de Saga - 20 de gener de 1954           | 7 de juliol de 1929                         | 2 d'octubre de 1931 (2 anys, 87 dies)       | Partit Democràtic Constitucional            |
|                                             | Shinichi Sagami                             |                                             | 19 de desembre de 1882 Prefectura d'Hiroshima - 29 de novembre de 1943 | 2 d'octubre de 1931                         | 22 d'abril de 1936 (4 anys, 203 dies)       | Independent                                 |
|                                             | Kiyoshi Ikeda                               |                                             | 15 de febrer de 1885 Prefectura de Kagoshima - 13 de gener de 1966     | 22 d'abril de 1936                          | 5 de juny de 1937 (1 any, 44 dies)          | Independent                                 |
|                                             | Hidehiko Ishiguro                           |                                             | 20 de desembre de 1884 Prefectura d'Hiroshima - 21 de juny de 1945     | 5 de juny de 1937                           | 23 de desembre de 1938 (1 any, 201 dies)    | Independent                                 |
|                                             | Kiyoshi Nakarai                             |                                             | 31 de març de 1888 Prefectura d'Okayama - 3 de setembre de 1982        | 23 de desembre de 1938                      | 5 de setembre de 1939 (0 anys, 256 dies)    | Independent                                 |
|                                             | Kuichirō Totsuka                            |                                             | 27 de març de 1891 Prefectura de Shizuoka - 13 d'octubre de 1973       | 5 de setembre de 1939                       | 15 de juny de 1942 (2 anys, 283 dies)       | Associació de Suport al Règim Imperial      |
|                                             | Chiaki Saka                                 |                                             | 28 d'agost de 1895 Prefectura de Yamaguchi - 29 de maig de 1959        | 15 de juny de 1942                          | 21 d'abril de 1945 (2 anys, 310 dies)       | Associació de Suport al Règim Imperial      |
|                                             | Kenichi Kumagai                             |                                             | 2 d'octubre de 1895 Prefectura de Fukuoka - 9 d'octubre de 1956        | 21 d'abril de 1945                          | 27 d'octubre de 1945 (0 anys, 189 dies)     | Associació de Suport al Règim Imperial      |
|                                             | Yoshio Mochinaga                            |                                             | juny de 1893 Prefectura de Miyazaki - 31 d'agost de 1979               | 27 d'octubre de 1945                        | 25 de gener de 1946 (0 anys, 90 dies)       | Independent                                 |
|                                             | Yukio Tomeoka                               |                                             | 16 d'abril de 1894 Okayama - 3 de maig de 1981                         | 25 de gener de 1946                         | 25 d'abril de 1946 (0 anys, 90 dies)        | Independent                                 |
|                                             | Kaneshichi Masuda                           |                                             | 4 d'octubre de 1898 Prefectura de Nagano - 21 de desembre de 1985      | 25 d'abril de 1946                          | 4 de febrer de 1947 (0 anys, 285 dies)      | Partit Liberal del Japó                     |
|                                             | Kaneyoshi Okada                             |                                             | 19 d'abril de 1900 Okayama - 6 de juliol del 2000                      | 4 de febrer de 1947                         | 21 d'abril de 1947 (0 anys, 76 dies)        | Partit Liberal del Japó                     |
|                                             | Toshibumi Tanaka                            |                                             | 9 de novembre de 1922 Aomori - 20 de desembre de 1982                  | 21 d'abril de 1947                          | 23 d'abril de 1959 (12 anys, 2 dies)        | Partit Socialista del Japó                  |
| Governador d'Hokkaidō (1947)                |                                             |                                             |                                                                        |                                             |                                             |                                             |
|                                             | Toshibumi Tanaka                            |                                             | 9 de novembre de 1922 Aomori - 20 de desembre de 1982                  | 21 d'abril de 1947                          | 23 d'abril de 1959 (12 anys, 2 dies)        | Partit Socialista del Japó                  |
|                                             | Kingo Machimura                             |                                             | 16 d'agost de 1900 Sapporo - 14 de desembre de 1992                    | 23 d'abril de 1959                          | 22 d'abril de 1971 (11 anys, 364 dies)      | Partit Liberal Democràtic                   |
|                                             | Naohiro Dōgakinai                           |                                             | 2 de juny de 1914 Sapporo - 2 de febrer de 2004                        | 10 d'abril de 1971                          | 10 d'abril de 1983 (12 anys, 0 dies)        | Partit Liberal Democràtic                   |
|                                             | Takahiro Yokomichi                          |                                             | 3 de gener de 1941 Sapporo                                             | 23 d'abril de 1983                          | 22 d'abril de 1995 (11 anys, 364 dies)      | Partit Socialista del Japó                  |

### Era Heisei(1989-2019)
| Nom | Nom              | Retrat | Naixement                                          | Inici de mandat    | Fi de mandat                         | Partit                                                  |
| --- | ---------------- | ------ | -------------------------------------------------- | ------------------ | ------------------------------------ | ------------------------------------------------------- |
|     | Tatsuya Hori     |        | 22 de novembre de 1935 Karafuto                    | 10 d'abril de 1995 | 10 d'abril de 2003 (8 anys, 0 dies)  | Independent (Amb el suport del PSJ, Kōmeitō, PNF i PDJ) |
|     | Harumi Takahashi |        | 6 de gener de 1954 Toyama                          | 14 d'abril de 2003 | 22 d'abril de 2019 (16 anys, 8 dies) | Independent (Amb el suport del PLD i Kōmeitō)           |
|     | Naomichi Suzuki  |        | 14 de març de 1981 Kasukabe, prefectura de Saitama | 23 d'abril de 2019 | En el càrrec                         | Independent (Amb el suport del PLD, Kōmeitō i NPD)      |